# Ribeira de Manuel Vieira
A Ribeira de Manuel Vieira é um curso de água português, localizado na freguesia açoriana de Santa Bárbara, concelho de Angra do Heroísmo, ilha Terceira, arquipélago dos Açores.
Este curso de água encontra-se geograficamente localizado dentro das coordenadas de 38°41′00″ Norte e 27°20′00″ Oeste, na parte Oeste da ilha Terceira e tem a sua origem nos contrafortes do vulcão da Serra de Santa Bárbara, a maior formação geológica da ilha Terceira que se eleva a 1021 metros acima do nível do mar e faz parte de bacia hidrográfica gerada pela própria montanha.